# Ceramiopsis gestroi
Ceramiopsis gestroi är en stekelart som beskrevs av Edoardo Zavattari 1910.
Ceramiopsis gestroi ingår i släktet Ceramiopsis och familjen Masaridae. Inga underarter finns listade i Cataöogue of Life.